# پیونگهوا موتورز

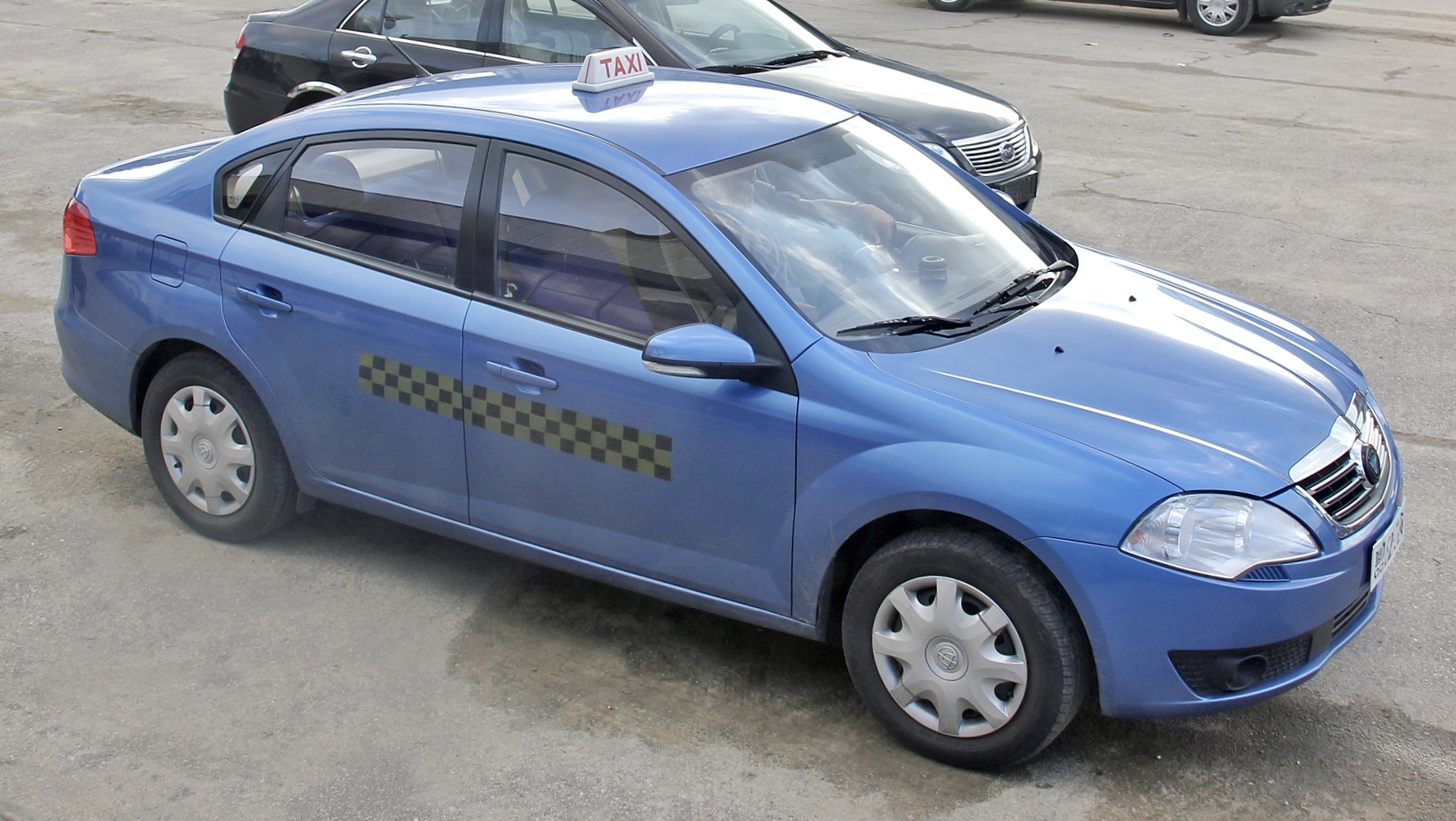
محصول پیونگهوا موتورز

پیونگهوا موتورز (انگلیسی: Pyeonghwa Motors) شرکت خودروسازی در کره شمالی است، که در سال ۱۹۹۹ تأسیس شد.